# 딩춘 문화
딩춘(丁村) 문화는 중국 산시성 린펀시 샹펀현 딩춘 지역의 구석기 후기 유적이다.

## 개요

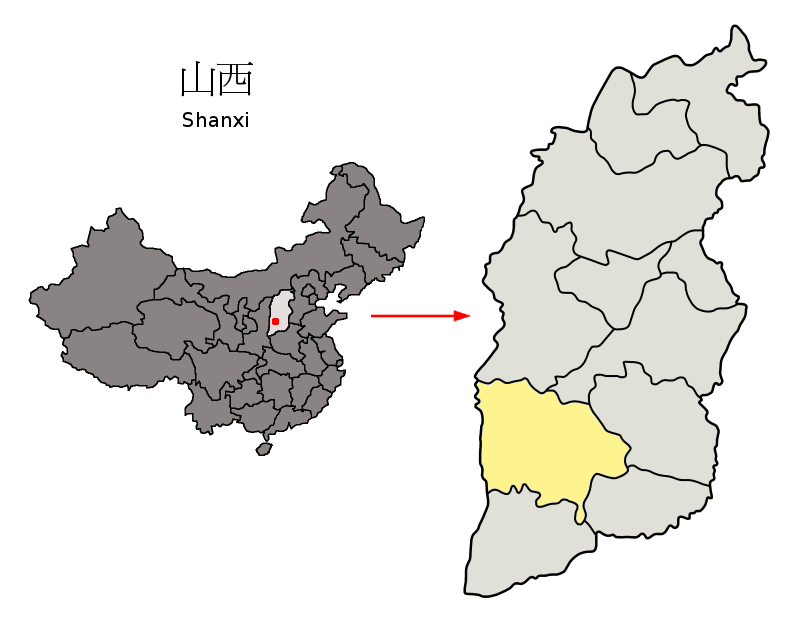
린펀

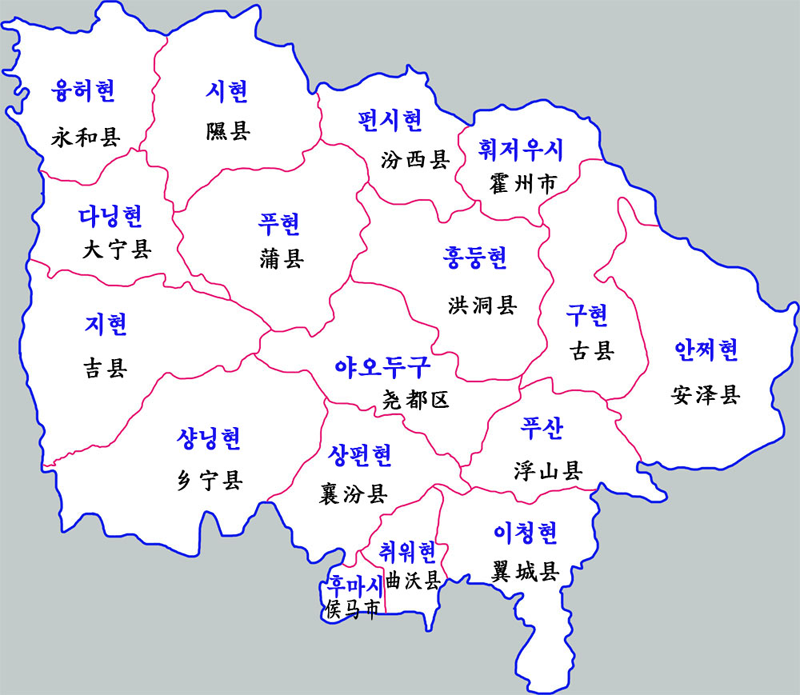
린펀시 현급 행정구역도. 샹펀

구석기 시대 중기 유적군(遺蹟群)이다. 딩춘을 중심으로 펀허강(汾河) 연안 약 10km에 이르는 지역에 하안단구상(河岸段丘上)에 12개소의 유적이 있다. 산시성은 중국 북방 지역이지만, 구석기 중기에는 따뜻해서 삼림과 초원이 발달하고 사람들은 수렵이나 채집생활을 하였다. 유물이 출토된 곳은 황토층 밑의 역층(礫層)으로, 그 지층은 저우커우뎬(周口店期)보다 75만년~20만년 늦은 플라이스토세 12만년~1만년에 해당한다.
1953년 발견되었고, 중국과학원 고척추동물연구소(古脊椎動物硏究所)에서 발굴조사를 하였다. 제 10 지점에서 인류 화석골(化石骨) 12∼13세의 남자의 것으로 추정되는 이가 3개 발견되었는데 호모 에렉투스와 네안데르탈인에 가까운 것으로 추정되고 있다.
1976년 같은 장소에서 2살 애기의 두개골 화석도 발견하였다. 몽골로이드적 특색도 있다고 한다.
출토된 약 2,000점의 석기는 몸돌(石核), 격지(剝片)가 있다. 몸돌석기 타할구(打割具)는 베이징원인의 것과 유사하지만 보다 진보하였다. 석회암 석구(石球)는 동물을 잡을 때에 투탄(投彈)으로 사용한 것으로 추정되고 있다. 격지석기 가운데는 3릉상(三稜狀)의 찌르개가 있고, 그 외 긁개, 다변형기(多邊形器) 등도 있다. 동물 화석으로는 코뿔소, 코끼리, 말, 소, 사슴, 멧돼지 등이 발견되었다.
딩춘(丁村) 문화는 중국의 구석기 시대 중기 문화를 대표하는 것으로 평가되고 있다. 유적은 취워(曲沃), 자오청(交城), 위안취(垣曲) 등 산시성 여러 지역에 널리 분포하고 있다.

## 같이 보기
- 저우커우뎬
- 네안데르탈인
- 베이징원인
- 중국의 신석기 문화 목록